# Ministeri de Turisme de Grècia
El Ministeri de Turisme o de desenvolupament Turístic (en grec:Υπουργείo Τουριστικής Ανάπτυξης) és un departament governamental de Grècia que té al seu càrrec el turisme grec. El ministeri es va fusionar amb el Ministeri de Cultura el 2009 i va ser restablert l'any 2012.

## Llista dels Ministres de Desenvolupament Turístic (2004-2009)
| Nom                   | Entrada                | Sortida                | Partit          |
| --------------------- | ---------------------- | ---------------------- | --------------- |
| Dimitris Avramopoulos | 18 de març de 2004     | 15 de febrer de 2006   | Nova Democràcia |
| Fani Palli-Petralia   | 15 de febrer de 2006   | 19 de setembre de 2007 | Nova Democràcia |
| Aris Spiliotopoulos   | 19 de setembre de 2007 | 8 de gener de 2009     | Nova Democràcia |
| Kostas Markopoulos    | 8 de gener de 2009     | 6 d'octubre de 2009    | Nova Democràcia |

## Llista dels Ministres de Turisme (2012 -)
| Nom               | Entrada            | Sortida | Partit          |
| ----------------- | ------------------ | ------- | --------------- |
| Olga Kefalogianni | 21 de juny de 2012 | Titular | Nova Democràcia |